# Watermelon Contest
Watermelon Contest je americký němý film z roku 1896. Režisérem je James H. White (1872–1944). Film vyrobila společnost Edison Manufacturing Company. Film byl tak populární, že filmové společnosti došly kopie. Film také pravděpodobně inspiroval snímek A Watermelon Feast.
Remake filmu, který znovu zrežíroval James H. White, byl uveden 28. června 1900. Na novém snímku tentokrát vystoupili čtyři Afroameričané, kteří se navíc o poslední zbytky melounů na konci filmu začínají prát. Oba snímky zobrazují rasistický stereotyp, že lidé černé pleti moc rádi jedí melouny.

## Děj
Dva Afroameričané závodí v pojídání vodních melounů.